# Krasser
De krasser (Pseudochorthippus parallelus) is een rechtvleugelig insect uit de familie veldsprinkhanen (Acrididae), onderfamilie Gomphocerinae.

## Uiterlijke kenmerken
De kleur is zeer variabel en kan groen, rood, bruin, geel of zelfs paars zijn. De meeste exemplaren zijn groen, met een brede bruine streep van boven op de kop tot over de voorvleugels. De opstaande randen van het halsschild zijn licht gebogen, het halsschild heeft een dwarsgroef. De krasser is meestal kortvleugelig, soms komen langvleugelige exemplaren voor. De vleugels van de mannetjes zijn korter dan het achterlijf, die van de vrouwtjes zijn gedegenereerd tot kleine flapjes. Op de voorvleugel is een chorthippuslobje aanwezig. Mannetjes bereiken een lengte van 13 tot 16 millimeter, de vrouwtjes zijn 18 tot 22 mm lang.

## Verspreiding
De krasser komt voor in grote delen van Europa en is een van de noordelijkst voorkomende soorten die gevonden wordt tot in Denemarken en geheel Groot-Brittannië. Ook in Nederland en België komt de krasser voor en is in België algemeen, in Nederland leeft de krasser vooral op zandgronden in het zuiden en oosten.

## Levenswijze
De krasser is als volwassen insect te zien van juli tot september en is vooral actief tussen negen uur in de ochtend en zeven uur in de avond. De zang bestaat uit een krassend geluid dat ongeveer 1,5 seconden aanhoudt en wordt herhaald.

## Afbeeldingen

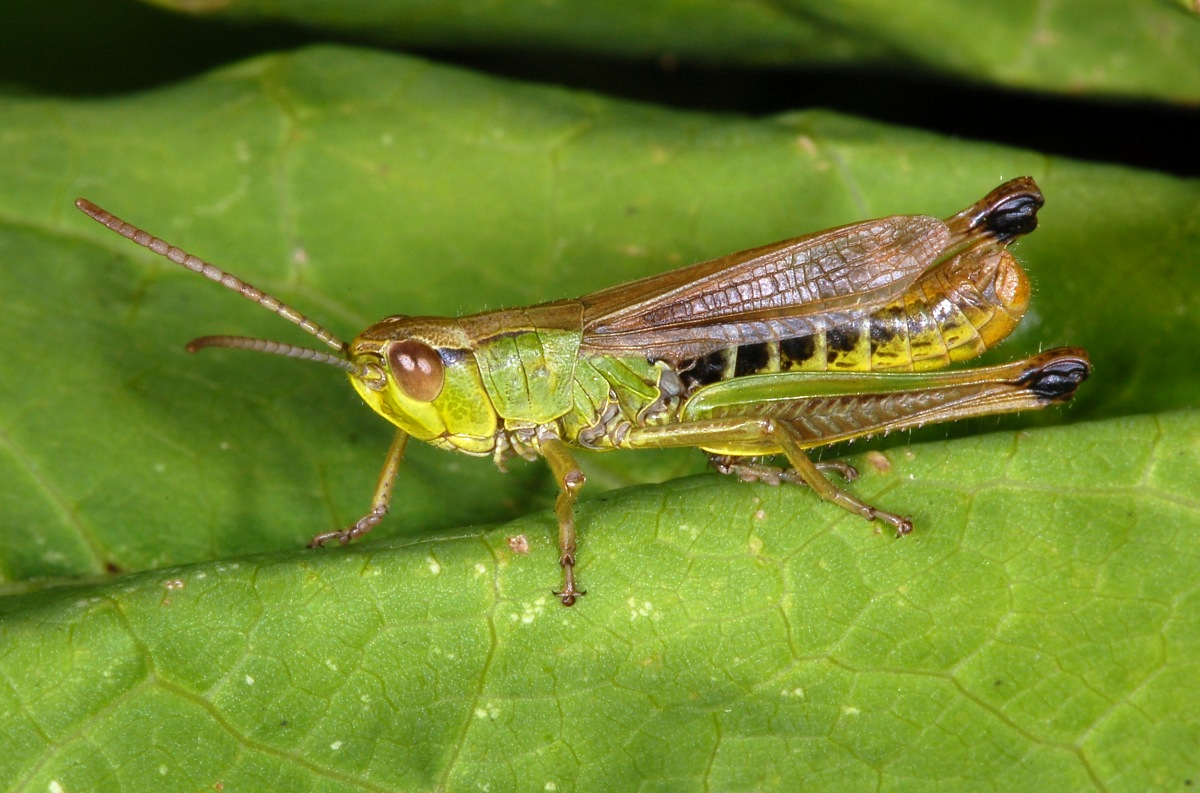
Mannetje
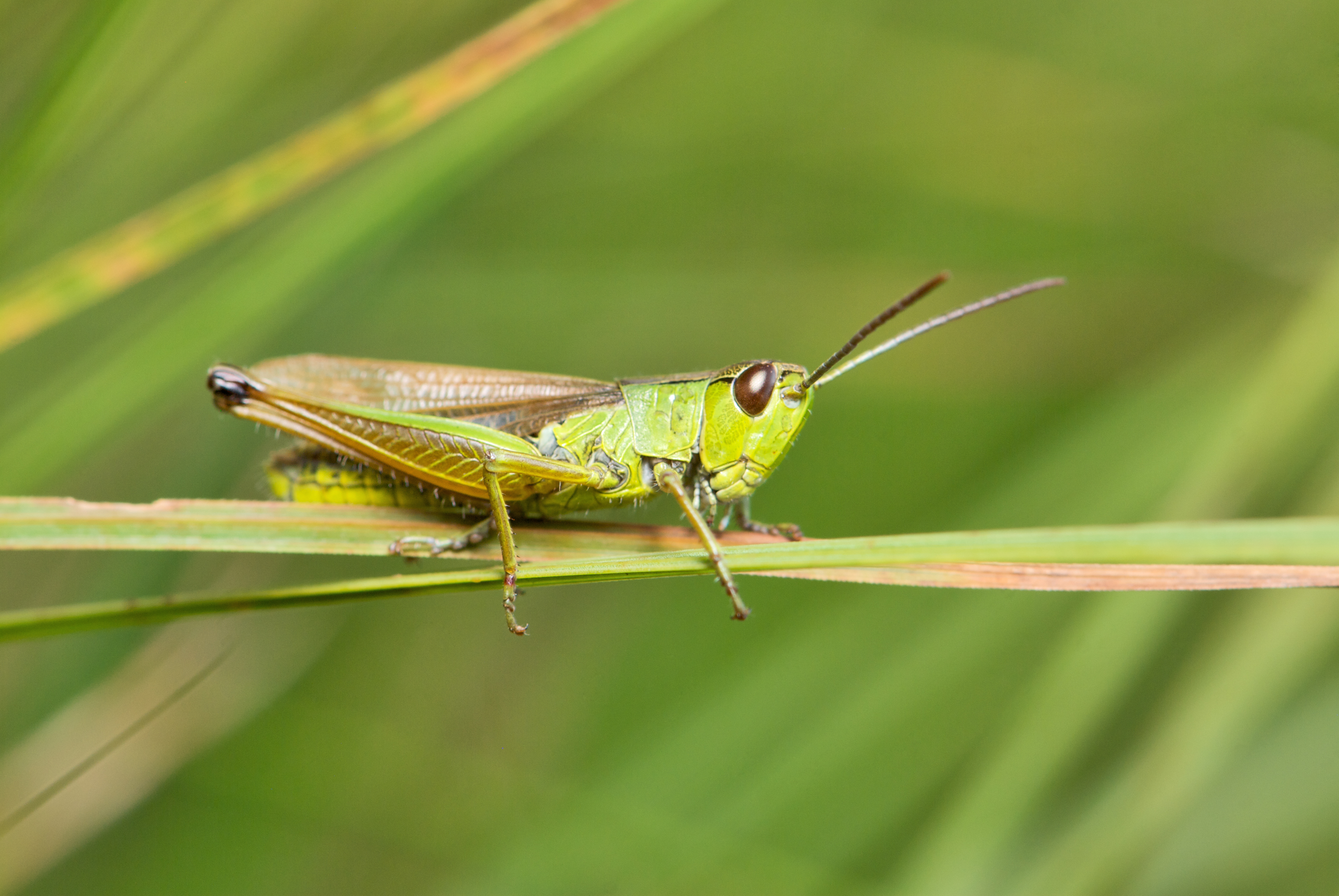
Mannetje
- Krasser springt van takje
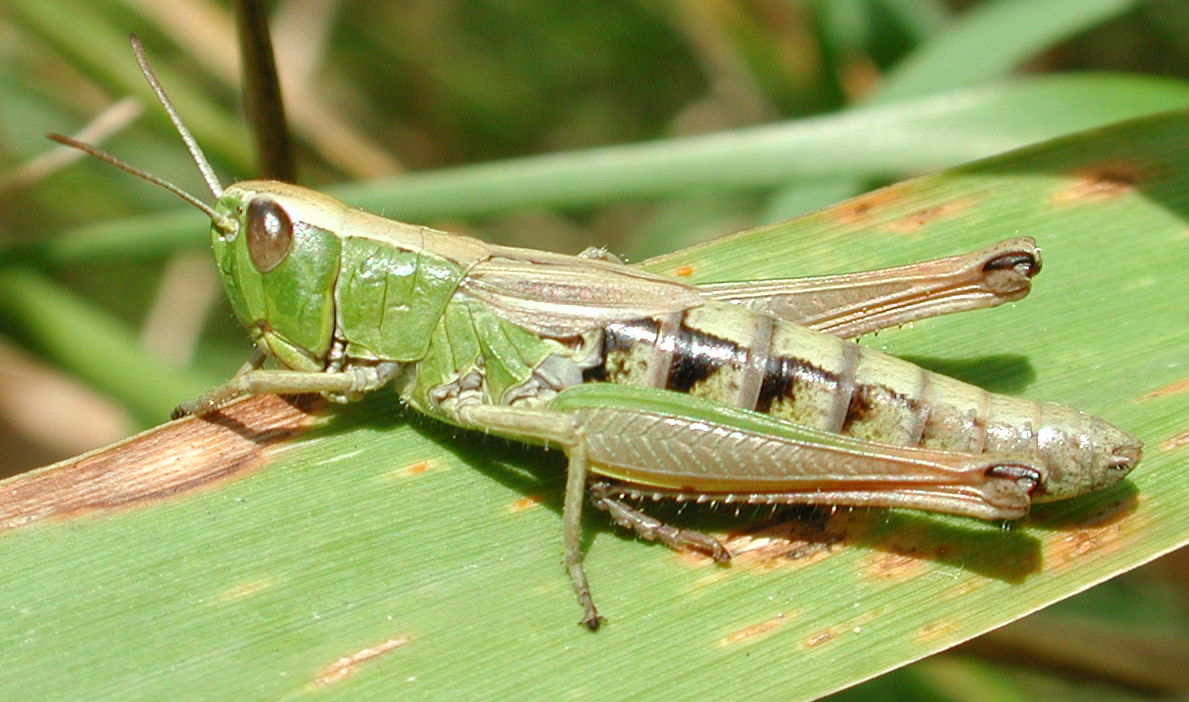
Vrouwtje